# Амилкаре Понкијели
Амилкаре Понкијели (итал. Amilcare Ponchielli, 1834—1886) био је италијански композитор, нарочито познат по операма.
Његова најпознатија опера је Ђоконда (Gioconda), која је базирана на комаду Виктора Игоа у адаптацији либретисте Арига Боита. Први пут је изведена 1876. и доживела је неколико преправки. Верзија која се данас извoди потиче из 1880. После Ђоконде, написао је монументалну библијску музичку мелодраму у 4 чина „Блудни син“ (Il figliuol prodigo).
Од 1881. Понкијели је био маестро капеле у Катедрали у Бергаму и професор композиције на миланском конзерваторијуму. Неки од његових студената су били Ђакомо Пучини и Пјетро Маскањи.